# Primo

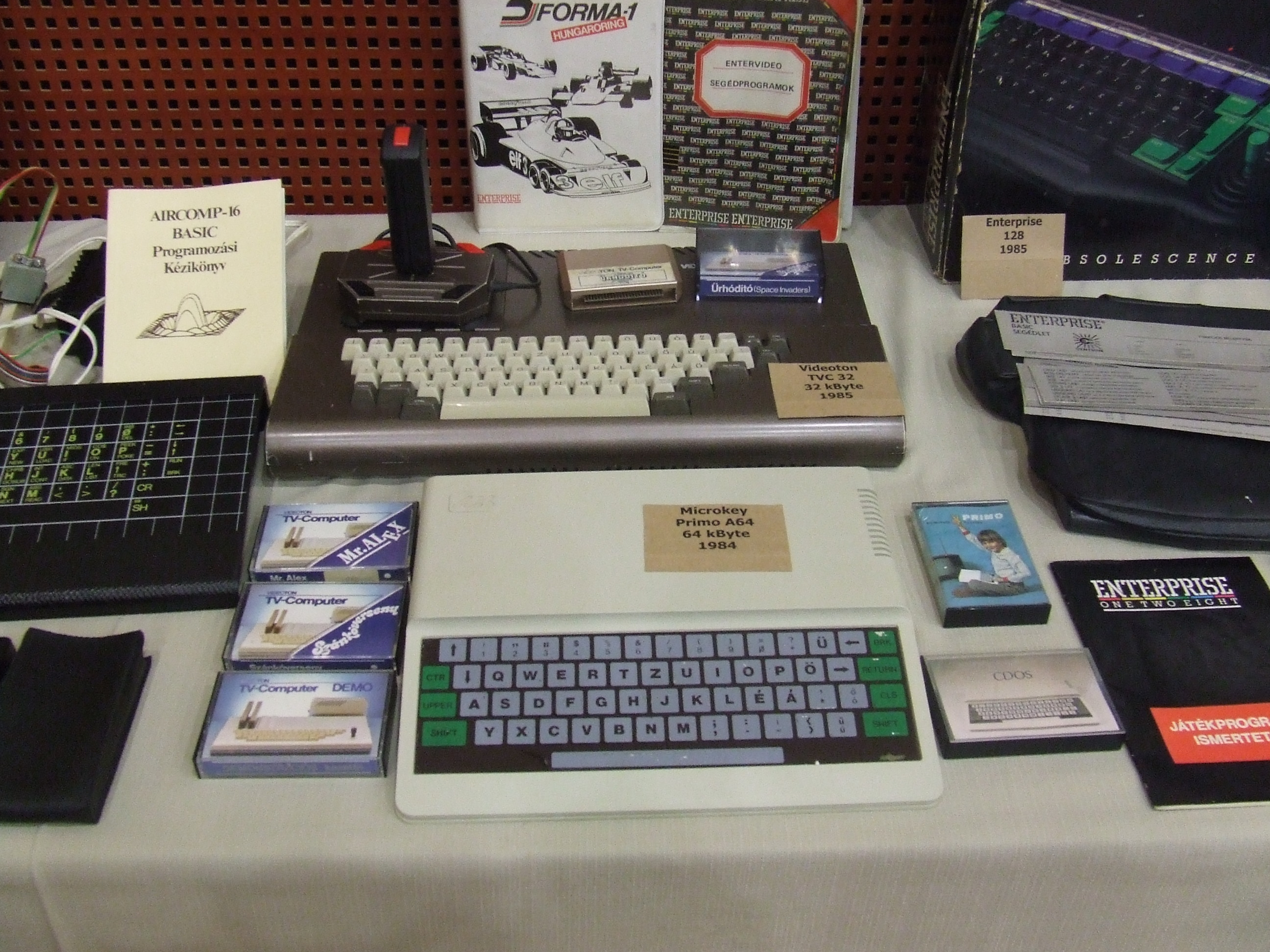
A Primo A64 változata, 1984-ből

A Primo egy magyar fejlesztésű hobbi- és otthoni számítógép volt, amelyet 1984-től 1986-ig gyártottak.

## Története
A Microkey Kutatási Fejlesztési Termelési Társulást 1983-ban alakította a SZTAKI, az Elektromodul és a sárisápi Új Élet MgTsz. A társulás egy éves fejlesztési munka után 1984 tavaszán jelentette be a nyilvánosságnak, hogy egy egyszerű és olcsó otthoni számítógép gyártásába kezd. Ez a számítógép a Primo volt. 1986-ig, a gyártás befejezéséig összesen mintegy 7000 darab készült belőle, ebből 1000 darab valódi billentyűzettel.

## Elnevezése
A gép eredeti (munka) elnevezése Microter volt, a gyártó cég nevének és a computer szónak összevonásával, a tápegység fantázianeve pedig Energoter volt. Később ezeket a neveket (a forgalomba hozatal előtt) Primora és PSU-ra változtatták. A gép dobozára (valószínűleg adminisztrációs hiba folytán) a Microter nevet nyomtatták. A tápegység pedig a garancialevélen szerepel Energoter néven.

## Felépítése

### Belső
A gép belsejébe tekintve szocialista gyártmányú áramköröket találunk, kézzel beforrasztva az alaplapba. Az MgTsz mint összeszerelő üzem mély nyomokat hagyott a belső kivitelezésen. Erre jó példa az alumíniumlemezből lemezollóval kivágott és összeforrasztott modulátordoboz, ragasztóval felerősítve a műanyag házba.
A gép alapja egy 8 bites, Zilog Z80-as processzor NDK megfelelője (U880), "egykártyás" TRS-80 alapú ROM-ba (4×4K-s EPROM-ba) égetett BASIC interpreterrel. Háromféle memóriamérettel forgalmazták (16K, 32K, 48K RAM). A hozzá csatlakoztatható perifériákat a televízió és a
kazettás magnetofon jelentette, bár az alaplapon van bővítő port, az A sorozatnál nincs nyílás a hátlapon. A gép elnevezése a RAM és ROM memória méretét adta meg, azaz pl. a Primo A–64 16K ROM-ot és 48K RAM-ot tartalmazott.
A grafikai lehetőségek 192×256 képpontra korlátozódtak, fekete-fehér színekben. Érdekesség, hogy a gépnek nem volt külön karakteres és grafikus üzemmódja, a szöveges és grafikus adatok szabadon keveredhettek a képernyőn. A képernyőre egyébként 16 sorba, soronként 42 karaktert lehetett írni. A kép előállításának feladatát a CPU látta el, érdekes módon a CPU-n kívül más funkcióáramköröket nem találhatunk a Primóban, a technikai design igen ötletes, mondhatni egyedülálló a maga nemében.

### Külső, változatok
Az A változat billentyűzete kapacitív elven működő "érintős" kivitel. Nincsenek mozgó alkatrészei, nem koszolódik, igaz, használni sem nagyon lehet.
Az első sorozat hiányosságain próbált meg enyhíteni a B sorozat, amelyben a fóliabillentyűzetet felváltotta egy valódi nyomógombos billentyűzet, kialakították a hátsó busz csatlakozónyílását és két plusz I/O port is helyet kapott a hátlapon. Ebből a változatból mindössze 1000 darabot gyártottak.
A C típus nem más, mint egy színes bővítőkártyával kiegészített és lecserélt EPROM tartalommal rendelkező A típusú ("tappantyús") Primo. A színes bővítés 32 szín használatát tette lehetővé 256-os palettáról 192x256 illetve 256x256 felbontásban. A C típusból sorozatgyártásra nem került sor, csak a SZTAKI-ban készültek prototípuspéldányok. Nevét onnan kapta, hogy a BASIC bejelentkezéskor a következőt írja ki: Primo BASIC SYSTEM 85.2-C.

## Pro/Primo
A Pro/Primo-ba ugyanaz a színes opciós panel került, mint a C szériába, viszont az alaplap, az EPROM, a doboz, a billentyűzet és a táp teljesen más.
Míg a C típusban a színes opció kivezetései az alaplap megfelelő pontjaira voltak kötve, addig a Pro/Primo alaplapján már kialakították a megfelelő csatlakozási felületet a szalagkábel számára. Az EPROM-okból 24 helyett 28 lábú, nagyobb tárolókapacitásúakat alkalmaztak és négyről kettőre csökkent a számuk. A tartalmukban is volt némi változás. A színkezelésen felül ki lett egészítve további grafikát támogató BASIC utasításokkal. A RAM-okban is van eltérés. Míg az A illetve B szériánál a teljes kiépítésű változatokba 3×8 db, azaz 24 db RAM-ot építettek be, addig a Pro/Primo alaplapján már csak 8 db nagyobb tárolókapacitású RAM befogadására alakítottak ki helyet. Az alaplap egyéb kiegészítő áramköreiben is van eltérés. A billentyűzet valóban SZKI-gyártmány, mely technikailag megegyezett az SZKI által gyártott Uniboard professzionális billentyűzeteivel. Ennek érdekessége, hogy a billentyűk nyomóerejét nem rugók, hanem mágnesek segítségével valósították meg. A nyomógombok nem szitázottak, hanem gravírozással készültek. Az Uniboard billentyűzetet kapta meg a későbbi SZKI professzionális számítógépcsaládja, a Proper8 és Proper16. A billentyűzet relatív nagy magassága miatt kellett az eredeti dobozt kiegészíteni egy műanyag magasítókerettel.
A tápegység-elektronika is eltérő. A plusz panel áramfelvétele és az ismert melegedése miatt nagyobb teljesítményű a trafó. A panel is más, rákerült egy UA723 IC is.

## Tervezői
- Méder István (memória, I/O, magnó)
- Manno Sándor (képernyő, szinkron generátor)
- Szikszai István (vezérlések, nagyfrekvencia, alaplap)
- Pál István (mechanika)
- Örley Gábor (billentyűzet)
- Tiszai Tamás (szoftver)
- Tick József (szoftver)